# ジャマル・カショギ
ジャマル・カショギ（アラビア語: جمال خاشقجي、文語アラビア語発音：Jamāl Khāshuqjī, ジャマール・ハーシュクジー、口語アラビア語（現地方言）寄り発音：Jamāl Khāshogjī, ジャマール・ハーショグジー、1958年10月13日 - 2018年10月2日）は、サウジアラビアのジャーナリスト、批評家、作家で、アル＝アラブ・ニュース・チャンネルの前管理者。サウジアラビアの近代化論者とされる。
2018年、サウジアラビア総領事館内で殺害されたとみられる。

## 生い立ち
ジャマール・ハーショグジー（ジャマール・アフマド・ハーショグジー）は、1958年10月13日にサウジアラビア王国のメディーナで生まれた。ジャマールの父系の祖父のムハンマド・ハーリド・ハーショグジーは、サウジアラビア人女性と結婚したトルコ系サウジアラビア国籍人であり、サウジアラビア王国を建国したアブドゥルアズィーズ・アール・サウード国王の主治医を務めた人物である。
ジャマールの父系の親族には、イラン・コントラ事件との関わりが取りざたされた武器商人、アドナーン・ハーショグジーがいる。アドナーンは1980年代前半に米ドル換算で40億ドル相当の資産を保有していたことで知られ、高い社会的地位を築いていた。なお、アドナーンは祖父（ムハンマド・ハーリドの父）がユダヤ系であると言っていたことがある。また、ダイアナ妃と共に事故死 したドゥーディー・ファーイドも父系の親族である。
ジャマールは初等教育から中等教育までをサウジアラビア国内で受け、その後、アメリカ合衆国のインディアナ州立大学で経営学を学び、1982年に学位（BBA）を取得した。
ジャマールと最初の妻との間には、息子が2人、娘が2人いる。そのうちの3人はアメリカ合衆国の市民権を有している。ジャマールの子女4人は、ジャマールの暗殺後、サウジアラビア国外への出国が制限された。

## 経歴
カショギは1983年から、広告代理店のティハーマ・グループの傘下企業の一つ、マクタバート・ティハーマ（Tihama Bookstores, 書籍卸）の地域マネージャーとして自分のキャリアをスタートさせた。その後、1985年から1987年まで日刊紙『サウジ・ガゼット』のリポーターや『オカーズ』のアシスタント・マネージャーを経験したのち、1987年から1990年まで『アッシャルクル・アウサト』や『アルマジャッラ』などのアラビア語新聞で記事を書いた。1991年から1999年までは『アルマディーナ』で編集長兼主筆代理を務めた。この間、カショギは中東地域担当の特派員としてアフガニスタン、アルジェリア、クウェート、スーダンへ赴き、湾岸戦争などを取材した。なお、ソ連侵攻下のアフガニスタンでは、サウジアラビア総合情報庁とアメリカ合衆国の情報員として活動していた。
カショギは1999年に、サウジアラビアの主要な英字新聞『アラブニュース』の副主筆に任命され、2003年には代表的なリベラル系日刊紙『アルワタン』（ワタン紙）の編集長となった。リベラルな社風で知られるワタン紙は2003年5月22日付紙面にイブン・タイミーヤを揶揄する記事を掲載したが宗教保守層の怒りを買い、カショギはサウジアラビア情報省によってこの「事件」の責任を取らされる形で解雇され、結果としてわずか2か月の勤務となった。
その後ロンドンに拠点を移した。
その後、メディア担当補佐官として、のちに在米サウジ大使となるトゥルキー・ビン・ファイサル・アール・サウード王子に仕えた。
2007年4月からワタン紙の二度目の編集長として勤務し始めたが、2010年3月に再び辞職した。ワタン紙は辞職理由を「個人的な事業に専念するため」と発表したが、王制の厳格なイスラム法に批判的な記事が原因で強制的に辞職させられたとする報道もある。

### ビンラディンへの取材
カショギは1980年代からオサマ・ビン・ラディンの生涯を追っており、幾度か取材している。カショギはビンラディンのイスラム主義者としての時期から知り合っており、ビンラディンがソ連軍に対しアフガニスタンで戦闘を行った1987年に取材している。トラボラのほか、最終的にはスーダンで面会している。かつてカショギがビンラディンに暴力を止めるよう説得したことがあったとする報道がある。

### トランプ大統領
2016年12月、イギリスの『インデペンデント』紙は、Middle East Eyeのリポートを引用し、カショギがアメリカ合衆国大統領（記事発表当時は就任直前）ドナルド・トランプを批判したことが原因で、サウジの権力者が出版やテレビへの出演を禁じたと報じた。

### 在トルコ・サウジアラビア総領事館にて殺害される
2018年10月2日、カショギはトルコ・イスタンブールにあるサウジアラビア総領事館を訪れた後、行方不明となった。トルコ当局は、カショギが同館内で殺害されたとの見方を示した。

#### サウジアラビアの裁判所による死刑判決の言い渡し
2019年12月23日、サウジアラビア裁判所は容疑者5人に対し死刑判決を言い渡した。ただし関与が疑われたムハンマド・ビン・サルマーン皇太子の側近2人のうち、1名は不起訴、もう1名は無罪判決となった。
この判決を受け、事件の調査を担当した国連のカラマール特別報告者は「実行犯には死刑が言い渡されたが、黒幕はほとんど捜査されていない」とサルマン皇太子の関与が否定されたことを非難。国境なき記者団、国際人権団体アムネスティ・インターナショナルなども批判のコメントと、さらなる調査を求める声明を発表した。

#### 遺族が恩赦の意向を表明
2020年5月22日、カショギの息子によって「ラマダンのこの聖なる夜に...殉教者ジャマル・カショギの息子である私たちは、父を殺した人々を許し、恩赦を与えることを発表する」という内容の声明が出された。この「恩赦」の表明により、イスラム法（シャリーア）に基づき、死刑の執行がされない可能性が浮上している。ただし、カショギの元婚約者は、「極悪非道の犯罪に責任を負うべき人々を無罪放免する国際法やサウジの法律、イスラム法などない」と非難している。